# 岸和田市立光明小学校
岸和田市立光明小学校（きしわだしりつ こうみょうしょうがっこう）は、大阪府岸和田市にある公立小学校である。2012年（平成24年）現在の児童数は491名である。

## 沿革
- 1873年（明治6年）5月14日 - 尾生小学校創立。
- 1894年（明治27年）1月 - 尾生尋常小学校と改称。
- 1931年（昭和6年）4月1日 - 南掃守上尋常小学校と改称。
- 1941年（昭和16年）4月1日 - 南掃守上国民学校と改称。
- 1943年（昭和18年）1月 - 岸和田市立光明国民学校と改称。
- 1947年（昭和22年）4月 - 岸和田市立光明小学校と改称。